# Заря (Пушкинский сельсовет)
Заря́ — деревня Пушкинского сельсовета Добринского района Липецкой области. Стоит на правом берегу реки Плавицы. В 300 метрах севернее проходит граница с Петровским районом Тамбовская область.
Основана в 1920-х годах. В 1926 году, согласно данным переписи населения, это был посёлок, где жили 93 человека. Позднее Заря стала деревней.

## Население
| 1926 | 1932 | 1997 | 2010 |
| ---- | ---- | ---- | ---- |
| 93   | ↘89  | ↘81  | ↘38  |